# Zavitek
Zavitek (pogovorno štrudelj) je jed, pripravljena iz listnatega ali vlečenega testa z nadevom. Lahko je sladek ali slan. Jed je postala priljubljena v 18. stoletju na območju habsburške monarhije. 
Čeprav je zavitek najpogosteje povezan z avstrijsko kuhinjo, je nacionalna jed več narodov znotraj nekdanje monarhije.
Najstarejši zapisani recept je iz leta 1696, nahaja pa se v Dunajski mestni knjižnici (Wiener Stadtbibliothek). Sama osnova jedi (listnato testo) izvira iz Bizanca ali Bližnjega vzhoda (baklava).

## Poimenovanje
V Sloveniji pogovorno zavitek poimenujemo z nemško tujko štrudelj, štrudel, štrudl, štrud´l (nemško Strudel). Na Hrvaškem zavitek imenujejo štrudla ali štrudel, na Češkem závin ali štrúdl, na Slovaškem štrúdľa ali závin, v Romuniji ștrudel, v Srbiji štrudla ali savijača, na Madžarskem pa rétes. Zavitek je priljubljen tudi v drugih nekdanjih jugoslovanskih republikah.

## Vrste
Najbolj poznana sta:
- jabolčni zavitek
- sirov zavitek (pripravljen s skuto)

Znani zavitki so še:
- mesni
- mesno-zelenjavni
- smetanov
- bučni
- češnjev/višnjev
- makov
- rozinov
- slivov
- lešnikov,
- marelični
- špinačni
- zeljni

Tradicionalni avstrijski zavitek naj bi bil narejen iz tako tankega testa, da bi lahko skozenj prebral časopis.